# Dominik Hrbatý
Dominik Hrbatý (Pozsony, 1978. január 4. –) szlovák hivatásos teniszező. Karrierje során 6 egyéni és két páros ATP tornát nyert meg. Grand Slam tornákon a legjobb eredménye az 1999-es Roland Garroson elért elődöntő volt.

## ATP tornagyőzelmei (6)
| Tornagyőzelmek (Egyéni) |
| Grand Slam (0)          |
| Tennis Masters Cup (0)  |
| ATP Masters Series (0)  |
| ATP Tour (6)            |

| No. | Dátum               | Helyszín                 | Borítás    | Ellenfél a döntőben | Eredmény a döntőben |
| 1.  | 1998. augusztus 10. | San Marino               | Salak      | Mariano Puerta      | 6–2 7–5             |
| 2.  | 1999. április 26.   | Prága, Csehország        | Salak      | Sláva Doseděl       | 6–2 6–2             |
| 3.  | 2001. január 8.     | Auckland, Új-Zéland      | Kemény     | Francisco Clavet    | 6–4 2–6 6–3         |
| 4.  | 2004. január 5.     | Adelaide, Ausztrália     | Kemény     | Michaël Llodra      | 6–4 6–0             |
| 5.  | 2004. január 12.    | Auckland, Új-Zéland      | Kemény     | Rafael Nadal        | 4–6 6–2 7–5         |
| 6.  | 2004. február 23.   | Marseille, Franciaország | kemény (f) | Robin Söderling     | 4–6 6–4 6–4         |